# كأس الجامعة التونسية للكرة الطائرة للسيدات 2021–22
كأس الجامعة التونسية للكرة الطائرة للسيدات 2021–22 هو الموسم رقم 1 من كأس الجامعة التونسية للكرة الطائرة للسيدات، وتشرف على تنظيمها الجامعة التونسية للكرة الطائرة.
فاز بهذا الموسم النادي الأولمبي القليبي إثر فوزه في النهائي على الاتحاد الرياضي القرطاجني بنتيجة ثلاث أشواط لواحد في المباراة التي جمعت الفريقين يوم 4 مايو 2022 في قاعة عيسى بن نصر بقليبية.

## روابط خارجية
- الموقع الرسمي للجامعة التونسية للكرة الطائرة.